# Angelika Wittlich
Angelika Wittlich (* 20. Jahrhundert in Berlin) ist eine deutsche Journalistin, Autorin, Drehbuchautorin, Filmregisseurin und -produzentin.

## Leben
Nach ihrer Schulausbildung absolvierte Wittlich eine Ausbildung zur Journalistin. Sie erhielt Anfang der 1970er als Fernsehredakteurin eine Anstellung beim deutschen Fernsehsender Westdeutscher Rundfunk Köln. Dort arbeitete sie in der Redaktion für verschiedene Filmproduktionen wie unter anderem die Filmreihe Emden geht nach USA.
Wittlich engagierte sich 1977 beim Aufbau der feministischen Zeitschrift Emma, wo sie als erste Fernsehredakteurin tätig war.
Wittlich ist mit dem Fernsehproduzenten Günter Rohrbach verheiratet.

## Filmografie (Auswahl)
- 1973: Der Ärger mit den Bildern, Redaktion
- 1973: Männerbünde, Redaktion
- 1974: 5 Bemerkungen zum Dokumentarfilm, Redaktion
- 1975: Fernsehauge, Tagesschau – Eine Woche wie jede andere, Redaktion
- 1975/1976: Emden geht nach USA. 2. Wir können so viel, Redaktion
- 1975/1976:Emden geht nach USA. 3. Voll rein, Redaktion
- 1975/1976: Emden geht nach USA. 1. Abbauen, Abbauen; Redaktion
- 1975–1977: Emden geht nach USA. 4. Und nun kommst du, Redaktion
- 1976: Humphrey Jennings. Berichte über einen englischen Filmemacher, Regie
- 1996: Maria Schell, Regie/Drehbuch
- 2003: Die weiss-blaue Leichtigkeit des Seins, Regie/Drehbuch
- 2007: Münchner (Filmfest-) Geschichten, Regie/Drehbuch
- 2011/2012: Alexander Granach – Da geht ein Mensch, Regie/Drehbuch

## Auszeichnungen und Preise (Auswahl)
- Adolf-Grimme-Preis 1996 Spezial: Helmut Merker (Konzeption und redaktionelle Betreuung, stellvertretend für die Autoren Angelika Wittlich, Michael Althen und Rainer Gansera sowie die Filmredaktion des WDR: Wilfried Reichart, Werner Dütsch, Kay Hecht, Roland Johannes, Walter Maus) (für die Sendereihe: Faszination Kino, WDR)